# Bob Baelemans
Robert J. M.-J. Baelemans (Hoboken), is beter bekend onder zijn pseudoniem Bob Bobbot. Hij was onder andere zanger en gitarist van de Belgische rockgroep The Pebbles, die in 1968-1969 een hit scoorden met Seven Horses in the Sky.

## Biografie
Samen met Fred Beekman (Fred Bekky) stichtte hij in de jaren 1960 de band The Fredstones. De naam werd  veranderd in The Pebbles en ze groeiden uit tot de eerste Vlaamse popgroep die ook in het buitenland succes oogstte. In 1966 voegde Luc Smets zich bij het muziekcollectief. Toen The Pebbles in 1974 ophielden te bestaan vormden hij en Fred Becky  met zangeres Sofie het trio Trinity. Met de disco-single 002.345.709 (That's my number) scoorde de band in 1976 een hit. Trinity stopte in 1978.
In 1979 schreef hij samen met Fred Bekky en Guy Beyers het nummer Comment ça va voor Micha Marah's deelname op het Eurovisiesongfestival te Jeruzalem. Hoewel het tijdens elke voorronde de meeste stemmen had gekregen van het publiek, was het een vakjury die besloot welk nummer tot eindelijk zou deelnemen aan het liedjesfestival. Tegen de keuze van het publiek, kozen zij het nummer Hey nana tot grote woede van Micha Marah. Haar vrees bleek gegrond: Hey nana werd gedeeld laatste in Israël.
Daarnaast is hij te horen op de single Quand les Zosiaux Chantent dans le Bois van Urbanus, op 6 van de 9 tracks op diens album Is Er Toevallig een Urbanus in de Zaal? en op een van de 20 tracks op Wie Dit Leest is Zot eveneens van Urbanus (2010).
- MusicBrainz: 75f4ae22-c2d9-4137-a895-e93cb552fa81